# Полет 981 на „Флайдубай“
Полет 981 на „Флайдубай“ е редовен международен пътнически полет от международното летище „Дубай“, Дубай, Обединени арабски емирства, до летище „Ростов на Дон“, Ростов на Дон, Русия. На 19 март 2016 г. самолетът „Боинг 737 Некст Дженерейшън“, който лети по маршрута, се разбива върху пистата след прекратяване на втори опит за кацане и убива всичките 55 пътници и 7 членове на екипаж на борда. В момента на катастрофата времето над летище „Ростов на Дон“ е с валежи, обявено е предупреждение за буря и лоши метеорологични условия, като пилотите не избират да кацнат на близкото летище в Краснодар.
На 26 ноември 2019 г. Междудържавният авиационен комитет публикува окончателен доклад, който посочва причината като комбинация от неправилна конфигурация на самолета, пилотска грешка, последвана от загуба на ситуационната осведоменост на командира в условията на нощна буря. Процедурата за заобикаляне с прибран колесник и задкрилки, но с максималната налична тяга, която съответства на маневрата за избягване на срязването на вятъра, съчетана с лекотата на самолета, довежда до прекомерно положение на носа нагоре.